# Paradox van Olbers

Gezicht op de nachthemel, waarbij stapsgewijs steeds verdere sterren worden toegevoegd. Uiteindelijk is de hele hemel gevuld met licht van sterren. Olbers' paradox stelt daarom dat als het Heelal oneindig groot is en overal sterren en sterrenstelsels te vinden zijn, de nachthemel niet donker kan zijn.

De paradox van Olbers is een paradox die stelt dat de nachtelijke hemel niet donker zou moeten zijn in een oneindig en eeuwig statisch heelal. De paradox is naar de Duitse astronoom Heinrich Olbers genoemd, die hem in 1823 formuleerde.
De paradox gaat uit van de veronderstelling dat het heelal oneindig groot is en dat de sterren in zekere mate uniform zijn verdeeld. De magnitude van een ster neemt met het kwadraat van de afstand tot de ster af, maar het aantal sterren op een bepaalde afstand neemt met het kwadraat van de afstand toe. De kans dat er zich in een bepaalde richting tussen afstand x en x+δ een ster bevindt, is derhalve gelijk voor alle x. Deze kans is eindig, en er zijn oneindig veel sterren, dus is de kans dat er zich op een bepaalde afstand een ster bevindt gelijk aan een. Maar als er zich in elke richting een ster bevindt, dan zou de hemel in alle richtingen net zo fel als de zon moeten zijn, wat duidelijk niet het geval is.
Olbers was niet de eerste die zich om deze paradox bekommerde. Wellicht de eerste correcte formulering van het probleem kwam van Philippe de Chéseaux in 1744, maar Thomas Digges had zich al in 1576 met het probleem beziggehouden. Johannes Kepler stelde in 1610 voor dat de oplossing was dat het universum niet oneindig groot was.
De eerste, die mogelijk de huidige oplossing van de paradox van Olbers voorstelde, was in 1848 de dichter Edgar Allan Poe.
Lord Kelvin stelde voor dat het licht van verder verwijderde sterren door stof in de ruimte werd geabsorbeerd. Dat idee leek in zijn tijd een redelijke oplossing, maar houdt tegenwoordig geen stand: als het stof het licht absorbeert, wordt het warmer en gaat daardoor zelf weer licht uitzenden. Dat zou wellicht kunnen zorgen dat er geen zichtbaar licht is, maar de totale hoeveelheid elektromagnetische straling zou gelijk blijven.
Als we aannemen dat het heelal weliswaar onbegrensd is in de ruimte, maar begrensd in de tijd, dus een begin heeft gehad, dan kan het licht van sterren die verder dan ct, met c de lichtsnelheid en t de leeftijd van het heelal, van ons afstaan ons nog niet hebben bereikt.
De theorie van de fractalen geeft nog een andere theoretische uitweg voor de paradox van Olbers. Het is heel goed denkbaar, dat er oneindig veel sterren zouden zijn, maar dat toch de meeste richtingen vanuit de aarde nooit een ster ontmoeten.
In zekere zin ontvangen we wel degelijk uit alle richtingen straling, namelijk de kosmische achtergrondstraling. Toen deze ontstond was de temperatuur van het heelal vergelijkbaar met die van het oppervlak van de zon en was als gevolg daarvan inderdaad de hemel volledig wit. Door de uitdijing van het heelal heeft dit licht een grote roodverschuiving ondergaan, waardoor er nu alleen nog microgolfstraling overblijft, overeenkomend met een zwarte straler met een temperatuur van 2,73 K. De uitdijing van het heelal en de roodverschuiving geven zo een tweede oplossing voor de paradox van Olbers. Het bovenstaande argument waarom Lord Kelvins oplossing niet werkt, is hier niet van toepassing, omdat de roodverschuiving voor een daadwerkelijke afname zorgt van de energiehoeveelheid van de straling.